# KZ-Außenlager Markkleeberg
Das Außenkommando bzw. Außenlager Markkleeberg / Am Wolfswinkel war ein Frauen-Außenlager des KZ Buchenwald für die Rüstungsproduktion der Junkers Flugzeug- und Motorenwerke AG Motorenbau Zweigwerk Markkleeberg. Das Lager bestand vom 31. August 1944 bis zum 13. April 1945 in Markkleeberg-Gautzsch. Hier mussten bis zu 1542 Frauen, ungarische Jüdinnen und französische Widerstandskämpferinnen, Zwangsarbeit leisten.

## Vorgeschichte und Gründung
In Markkleeberg mussten Fremd- und Zwangsarbeiter aus verschiedenen Ländern vor allem für die Junkers Flugzeug- und Motorenwerke AG, einen der bedeutendsten Rüstungskonzerne des Deutschen Reiches vor und während des Zweiten Weltkriegs, arbeiten. Bereits im Dezember 1939 hatte Junkers im Namen der Vereinigten Flugmotoren-Reparaturwerke Leipzig dafür die Kammgarnspinnerei Stöhr & Co. in Gautzsch angemietet, um in den Produktionshallen Flugzeugbehälter zu reparieren. Am 1. Dezember 1943 wurde die Kammgarnspinnerei schließlich als Motorenbau Zweigwerk Markkleeberg vollständig von Junkers übernommen.
Die ausländischen Arbeiter der Junkers-Werke waren in einem Firmenlager in Großstädteln, in einem Gebäude des Unternehmens Riquet & Co. sowie in den Gaststätten „Damhirsch“, „Forsthaus Raschwitz“, „Alter Gasthof Gautzsch“, „Waldschänke“ und „Schloss Rheinsberg“ untergebracht. Außerdem wurden im Mai 1942 auf dem ehemaligen Sportplatz des Vereins „Eintracht 04“ am Wolfswinkel eigens sechs Baracken für vorwiegend russische Zwangsarbeiter errichtet. Im Oktober 1943 folgten sieben Unterkunftsbaracken sowie eine Küchen- und eine Kohlenbaracke für 768 Personen am Equipagenweg. Nach einem alliierten Luftangriff am 20. Februar 1944 – bei dem auch eine hohe, aber nicht konkret benannte Zahl an Lagerinsassen ums Leben kam, denn Luftschutzvorkehrungen gab es für Zwangsarbeit in der Regel nicht – wurden diese zerstört. Sie wurden durch Steinbaracken ersetzt, die ab August 1944 das Außenlager des Konzentrationslagers Buchenwald bildeten. Als „Barackenschnellaktion Bombenschaden“ waren infolge des Luftangriffs im März 1944 bereits weitere Unterkünfte am Wasserturm errichtet worden.

## Das KZ-Außenlager

### Zahl und Unterbringung der Häftlinge
Am 31. August 1944 kam der erste Transport mit insgesamt 500 weiblichen KZ-Häftlingen in Markkleeberg an. Mitarbeiter der Junkers Flugzeug- und Motorenwerke hatten die Frauen und Mädchen im Konzentrations- und Vernichtungslager Auschwitz zur Zwangsarbeit ausgewählt. Die Häftlinge waren allesamt Jüdinnen aus Ungarn, die zwischen Mitte Mai und Anfang Juli 1944 in der größten und schnellsten Einzelaktion der sogenannten „Endlösung der Judenfrage“ nach Auschwitz-Birkenau deportiert und bei den dortigen „Selektionen“ als „arbeitsfähig“ eingestuft worden waren. Wer als „arbeitsunfähig“ galt, wurde sofort nach der Ankunft in den Gaskammern ermordet.
Mit dem zweiten Transport am 15. Oktober 1944 kamen weitere 200 ungarische Jüdinnen aus Auschwitz-Birkenau in Markkleeberg an. Der dritte und vierte Transport am 25. Oktober und 6. Dezember 1944 brachte nochmal jeweils 300 Frauen und Mädchen aus dem Konzentrationslager Bergen-Belsen. Ende 1944 waren damit 1300 ungarisch-jüdische KZ-Häftlinge im Außenlager Markkleeberg. Zu den Jüngsten im Lager gehörten die beiden 13- und 14-jährigen Schwestern Erzsébet und Katalin Szász. Bei der „Selektion“ in Auschwitz hatten sie sich älter ausgegeben, als Kinder wären sie sonst – wie ihre übrigen Familienmitglieder – ermordet worden.
Die Gefangenen waren hauptsächlich zur Fertigung von Flugzeugteilen in der ehemaligen Kammgarnspinnerei eingesetzt. Wer nicht mehr arbeiten konnte, wurde in das Konzentrations- und Vernichtungslager Auschwitz und später in das KZ Bergen-Belsen deportiert, was den Tod bedeutete.
Wegen des Verdachts auf Sabotage im BMW-Werk Abteroda durch Frauen, die der französischen Widerstandsbewegung Résistance angehörten, wurde am 12. Februar 1945 ein erster Transport von 125 Französinnen auf den Weg nach Markkleeberg geschickt; am 24. Februar 1945 wurde die zweite Gruppe abgeschoben. Am folgenden Tag bestätigte das Arbeitslager Abteroda der Kommandantur in Buchenwald, dass „am 24.02.1945 (…) die restlichen 224 französischen Häftlingsfrauen nach dem Kdo. Junkers  Markkleeberg über Leipzig überstellt“ wurden. Zur Strafe und um zu verhindern, dass sie weitere Sabotageversuche unternahmen, wurden sie zu schwerster körperlicher Arbeit im Freien eingesetzt. Im Lager bewohnten die Französinnen eine eigene Baracke, sodass sie nur wenig mit den jüdischen Gefangenen in Berührung kamen.
Sowohl die jüdischen als auch die politischen Häftlingsfrauen litten nicht nur unter den unmenschlichen Bedingungen der Zwangsarbeit, sondern auch unter Mangelernährung und unzureichender Bekleidung. Die Baracken der Frauen und Mädchen waren unbeheizt und überfüllt, die hygienischen Bedingungen katastrophal. Auch Misshandlungen wie Schläge waren im Lager und in der Fabrik an der Tagesordnung. Außerdem gab es in Markkleeberg eine kalte und dunkle Arrestzelle, genannt Bunker.

### Lagerpersonal
SS-Oberscharführer Alois Knittel war als Kommandoführer von Buchenwald nach Markkleeberg geschickt worden. Ihm unterstanden 18 SS-Männer sowie 25 Aufseherinnen zur inneren Bewachung.

### Auflösung und Evakuierungsmarsch
Nach einem letzten Appell am 13. April 1945 wurde das Lager wegen des Vorrückens der West-Alliierten aufgelöst. Die Häftlingsfrauen wurden auf einen sogenannten Todesmarsch in Richtung Theresienstadt getrieben. Viele starben unterwegs an Entkräftung oder wurden von den Begleitmannschaften erschossen. Einige der Frauen, darunter viele französische Gefangene, konnten während des Marsches entkommen. In Theresienstadt wurden vom 30. April bis zum 4. Mai 1945 insgesamt 703 Überlebende aus Markkleeberg registriert.

### Abwicklung nach der Kapitulation
Ende Juli 1945 wurden die Verantwortung für die verbliebenen „Ausländerlager“ vom Junkers Motorenbau Zweigwerk Markkleeberg an die Stadt Markkleeberg übertragen. Sie dienten zu der Zeit als Durchgangsstation für Displaced Persons verschiedener Nationen. Die in Massivbauweise errichteten Baracken auf dem Gelände am Equipagenweg sollten nach Absprache zwischen der Stadt Markkleeberg und Vertretern der Firmen Stöhr und Junkers vom August 1945 „an Ort und Stelle bleiben und an Handwerker der sogenannten Leichtindustrie zur Vermietung kommen“.

### Gedenkzeichen am Ort
Am 8. Mai 1975 wurde am ehemaligen Standort des Außenlagers am Equipagenweg 21–23 eine bronzene Gedenktafel an einer ca. zwei Meter hohen Ziegelsteinwand eingeweiht: Im Wolfswinkel befand sich während des Faschismus ab 1944 ein Außenlager des Konzentrationslagers Buchenwald mit etwa 600 jüdischen Frauen aus Ungarn, die unter unmenschlichen Verhältnissen Zwangsarbeit leisten mussten und 1945 verschleppt wurden. Wir ehren die Antifaschistischen, deren Schicksal unbekannt geblieben ist.
Nach dem Ende der DDR wandte sich eine ehemalige Insassin im Außenlager Markkleeberg, Chava Kleinberg, an die Stadtverwaltung Markkleeberg und erklärte: „Diese Frauen wurden dorthin verschleppt, nicht weil sie antifaschistische Kämpfer waren, wie die Tafel bezeugt, sondern weil sie als Juden geboren und daher als Untermenschen betrachtet wurden.“ Neben Chava Kleinberg setzte sich besonders Jacqueline Fleury-Marié, eine Widerstandskämpferin in der Résistance und deshalb  in Markkleeberg in Haft, für eine neue Gedenktafel ein. Die heutige Inschrift der Gedenktafel mit den korrigierten Angaben über Herkunft und Anzahl der Frauen geht auf ihren Textvorschlag zurück:
Vom 31. August 1944 bis zum 13. April 1945 befand sich hier im Wolfswinkel ein Aussenlager des Konzentrationslagers Buchenwald, in dem mehr als 1000 ungarische Jüdinnen und 250 französische Widerstandskämpferinnen inhaftiert waren. Diese Häftlingsfrauen wurden verpflichtet, Zwangsarbeit zu leisten und begannen hier unter unmenschlichen Bedingungen ihren Todesmarsch. Wir ehren das Andenken dieser Frauen, die Opfer des Nazismus sind. Die Einweihung fand am 13. Juni 1998 statt.

## Erinnern und Gedenken
Jacqueline Fleury-Marié, Zeitzeugin und Häftlingsfrau des französischen Widerstands, hat über die vergessenen Frauen von Buchenwald geschrieben und 1998 einen Zeitzeugenbericht über den Todesmarsch aus Markkleeberg vorgelegt. Der Text für die erneuerte Gedenktafel entspricht ihrem Vorschlag.
Für ihre Verdienste zur Aufarbeitung der Geschichte des Frauenaußenkommandos Markkleeberg und stellvertretend für alle Frauen des Lagers wurde im Jahr 2008 Zahava Szász Stessel die Ehrenbürgerschaft der Stadt Markkleeberg verliehen. Mit ihrem Buch „Snow Flowers“ legte sie eine eingehende Darstellung des Lagerlebens und eine Analyse der Außenkommando-Struktur vor.
2014 wurde „Snow Flowers“ von Schülerinnen und Schülern eines Markkleeberger Gymnasiums ins Deutsche übersetzt. Im Jahr 2015 wurde der „Schneeblumenweg“ in Erinnerung an den Todesmarsch nach Auflösung des KZ-Außenlagers realisiert. Auch im Jahr 2022 fand ein Gedenken an die Nacht des 13. April 1945 auf dem Schneeblumenweg statt, und wieder im Jahr 2025 nach 80 Jahren.
Der Markkleeberger Verein „Kulturbahnhof e. V.“ forscht seit 2012 zu Themen aus der Zeit des Nationalsozialismus, so auch umfang- und detailreich zur Zwangsarbeit und dem Außenlager des KZ Buchenwald in Markkleeberg.